# 飯森辰次郎
飯森 辰次郎（いいもり たつじろう、1856年11月12日（安政3年10月15日）- 1918年（大正7年）10月12日）は、明治から大正前期の教育者、政治家。衆議院議員。

## 経歴
豊前国企救郡小倉城下（福岡県企救郡小倉町、小倉市を経て現北九州市小倉北区）で、小倉藩士、槍指南役・飯森辰蔵の第二子として生まれる。藩校・育徳館（現福岡県立育徳館中学校・高等学校）で学び、13歳で長崎遊学に選抜され、重野成斎（重野安繹）に師事した。
1880年（明治13年）鹿児島中学校（中学造士館の前身）の教員となり、その後、各地の旧制中学校、商業学校で教員を務め、1890年（明治23年）実業界に転じた。
1900年（明治33年）から17年間、小倉市会議員に在任し、この間、学務、水道、防疫、築港などの委員を務めた。1915年（大正4年）3月、第12回衆議院議員総選挙で福岡県小倉市から無所属で出馬して当選し、公友倶楽部、公正会に所属して衆議院議員に1期在任した。

## 国政選挙歴
- 第10回衆議院議員総選挙（福岡県小倉市、1908年5月、立憲政友会）次点落選[6]
- 第11回衆議院議員総選挙（福岡県小倉市、1912年5月、立憲政友会）次点落選[6]
- 第12回衆議院議員総選挙（福岡県小倉市、1915年3月、無所属）当選[6]
- 第13回衆議院議員総選挙（福岡県小倉市、1917年4月、無所属）落選[7]